# Ugni selkirkii
Ugni selkirkii là một loài thực vật có hoa trong Họ Đào kim nương. Loài này được (Hook. & Arn.) O.Berg miêu tả khoa học đầu tiên năm 1856.